# Spiritual Black Dimensions
Spiritual Black Dimensions е четвъртият студиен албум на норвежката блек метъл група Dimmu Borgir. Излиза през 1999 г. от звукозаписната компания Nuclear Blast Records.
Това е първият албум на групата, съчетаващ бързо темпо и блек метъл звучене, и ясно се разграничава от предишните албуми, които са по-бавни и дори с дуум звучене. Критиката към Spiritual Black Dimensions е противоречива – някои почитатели считат, че това е нова насока в творчеството на групата в търсенето на ново звучене, докато други считат промените за липса на оригиналност (сравнявайки други групи като Marduk и Dark Funeral, които също имат бързо звучене в блек метъл стил). Това е и първият албум, в който зад клавирните инструменти застава Mustis и се чуват изчистени вокали от ICS Vortex (по-късно и постоянен член на групата).
През 1999 г. песента „Grotesquery Conceiled“ печели награда – норвежки аналог на наградите Грами.

## Списък с песни
Албумът включва 9 песни. Луксозното издание от 2004 г. включва една бонус песен и допълнителни материали (фотогалерия, текстове на песни и др.).
1. Reptile – 5:17
2. Behind the Curtains of Night – Phantasmagoria – 3:18
3. Dreamside Dominions – 5:13
4. United in Unhallowed Grace – 4:21
5. The Promised Future Aeons – 6:51
6. The Blazing Monoliths of Defiance – 4:37
7. The Insight and the Catharsis – 7:16
8. Grotesquery Conceiled (Within Measureless Magic) – 5:10
9. Arcane Lifeforce Mysteria – 7:03
10. Masses for the New Messiah (Бонус) – 5:13

## Състав на групата
- Шаграт – вокали
- Силеноз – китара
- Астеню – соло китара
- Нагаш – бас китара
- Симен Хестнаес – вокали
- Хьодалв – барабани
- Ойвинд Джохан Мустапарта – синтезатори & пиано
- Петер Тегтгрен – продуцент